# 斯蒂靈斯 (密蘇里州)
斯蒂靈斯（英語：Stillings）是位於美國密蘇里州普拉特縣的非建制地區。

## 歷史
斯蒂靈斯的郵局於1890年設立，其後於1913年停運。

## 地理
斯蒂靈斯所處的海拔為高於海平面233米（即764英呎），而該地所採用的時區為UTC-6，即北美中部時區（CST）。同時該地設有夏令時間，為UTC-6調快一小時，即UTC-5（CDT）。